# Teoría de la conspiración de reemplazo de Melania Trump

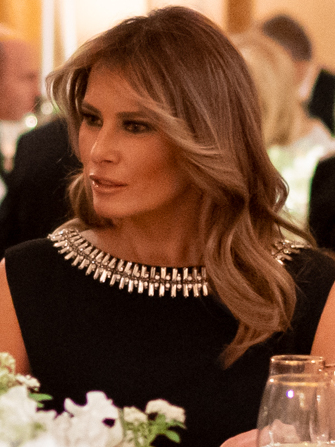
Melania Trump en el Baile del Gobernador de 2020.

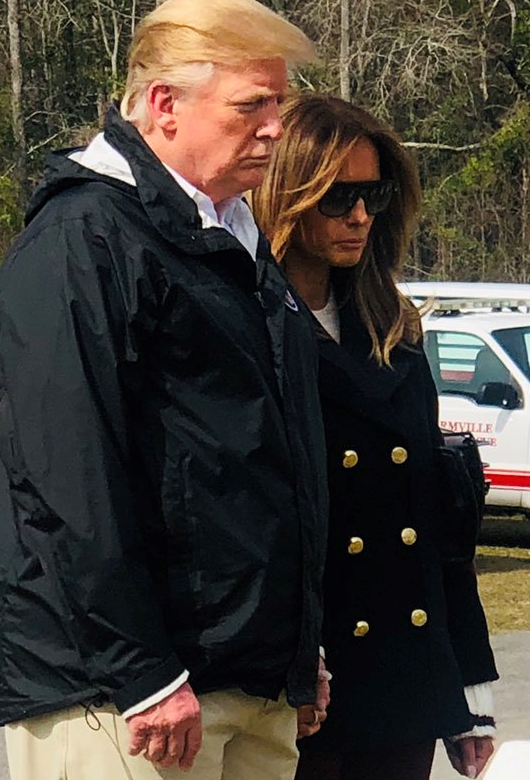
Donald y Melania Trump en Alabama, marzo de 2018. Algunos creen que la mujer que se muestra aquí no era la verdadera Melania.

La teoría de la conspiración de reemplazo de Melania Trump es una teoría de la conspiración que afirma que la ex primera dama de los Estados Unidos Melania Trump habría sido reemplazada, en una o varias ocasiones, por una doble de cuerpo, y que la Melania "real" o habría fallecido, se habría negado a asistir a eventos públicos en compañía de su marido o habría decidido abandonar por completo la vida pública. Los partidarios de dicha teoría alegan diferencias físicas en los rasgos faciales, las dimensiones corporales o el comportamiento entre la Melania original y la supuesta sustituta, así como cambios en el lenguaje del presidente Donald Trump al referirse a Melania.
Las teorías surgieron en varios períodos durante la presidencia de Trump, particularmente en octubre de 2017, en mayo y junio de 2018, marzo de 2019, y octubre de 2020. El propio Trump abordó la teoría a través de tuits y en comentarios a reporteros, denunciándola como otra fake news.
Varias fuentes de los principales medios de comunicación etiquetaron la teoría como falsa, y algunos la clasificaron como "una teoría de la conspiración ridícula" y "una no historia". El sitio web Vox describió la teoría como conforme a varias narrativas que rodean a la primera dama, que "[pintan] a Melania como reacia a ser parte de la administración o como alguien que odia tanto a su esposo que ha encontrado un doble de cuerpo para soportarle".

## Origen de la teoría
En 2017, la columnista de The Guardian Marina Hyde afirmó haber lanzado inadvertidamente la teoría, escribiendo el 13 de octubre en Twitter: "Absolutamente convencida de que Melania está siendo interpretada por un imitador de Melania en estos días. Teoría: ella lo dejó hace semanas". Sin embargo, Business Insider hizo referencia a tuits que especulaban sobre una doble de cuerpo un mes antes de que Hyde lanzara su hipótesis. Una publicación de Facebook de la actriz Andrea Wagner Barton, también publicada el 13 de octubre en apoyo de la teoría, fue compartida más de 100.000 veces.
Las publicaciones en las redes sociales discutieron la teoría señalando una fotografía en la que Melania se parecía mucho a una mujer que aparecía junto a ella, aparentemente una agente del Servicio Secreto, mientras que otras publicaciones destacaban que Trump se refirió en voz alta a "mi esposa, Melania, que esta aquí mismo", como queriendo echar balones fuera.
El 14 de mayo de 2018, según informes, Melania se sometió a una embolización, un procedimiento mínimamente invasivo que bloquea deliberadamente un vaso sanguíneo para tratar una afección renal benigna. Según las informaciones al respecto, su procedimiento fue exitoso y se realizó sin complicaciones. Durante este período, Melania no fue vista en público durante cinco semanas, y la Casa Blanca también se negó a comentar sobre su ausencia durante la mayor parte de este período, lo que generó más teorías. En un caso, cuando se le preguntó sobre Melania, Donald Trump dijo a los reporteros que ella los estaba mirando desde una ventana, señalando la ventana en cuestión, que claramente estaba vacía. Tras el regreso reportado de Melania a la Casa Blanca después de la cirugía, Trump tuiteó una bienvenida en la que se escribió mal su nombre como "Melanie".
Una teoría alternativa con respecto a las apariciones públicas de Melania, postulada después del tiempo que pasó recuperándose de la cirugía, era que Melania se había sometido a una cirugía plástica, posiblemente un estiramiento facial o un agrandamiento de los senos, lo que la hacía lucir diferente.
La teoría del doble del cuerpo surgió nuevamente en julio de 2018, a partir de imágenes de Melania saliendo del Air Force One en Bruselas. Volvió a coger fuerza en 2019, después de una visita de Trump a Alabama tras un tornado. El programa de televisión The View tenía un segmento sobre "una oleada de conversaciones en Internet sobre la aparición de la exmodelo en Alabama bajo el hashtag #fakeMelania". Tras volver a la Casa Blanca, Trump tuiteó que las "fake news editaron fotos de Melania con Photoshop y luego propusieron teorías de conspiración de que en realidad no es ella a mi lado en Alabama y otros lugares". Trump no dio evidencia de ninguna imagen retocada. La entonces portavoz de Melania, Lindsay Reynolds, calificó el segmento de The View como algo "vergonzoso" e "insignificante".
La teoría resurgió en octubre de 2020, poco antes de las elecciones presidenciales, cuando los observadores encontraron diferencias entre Melania y la mujer que acompañó a Trump al debate presidencial final. El director Zack Bornstein tuiteó: "Lo único que extrañaré de esta administración es que intercambien nuevas Melanias y fingir que no nos daremos cuenta como un niño de 4 años con un guppy". El ex director de comunicaciones de la Casa Blanca, Anthony Scaramucci, pareció confirmar el rumor en el programa Have You Been Paying Attention?, en el transcurso de una entrevista.